# 近代柔道杯全国中学生柔道大会
近代柔道杯全国中学生柔道大会 （きんだいじゅうどうはいぜんこくちゅうがくせいじゅうどうたいかい）は、毎年3月にベースボールマガジン社主催により開催されていた、中学生を対象とした柔道の全国大会。全国中学校柔道大会、マルちゃん杯とともに中学柔道3大大会のひとつに数えられた。しかしながら、ベースボールマガジン社が発行する雑誌の近代柔道が2022年8月号を以て休刊したことに伴い、今大会もまた幕を閉じた。その一方、後継大会となる「柔道マガジン杯全国中学生柔道大会」が、全柔連とスポーツひのまるキッズ協会の主催により、2023年3月から新たに開始された。

## 概要
1988年に雑誌近代柔道を発行しているベースボールマガジン社が、中学生に実践の機会と競技力向上及びアマチュアスポーツ精神の高揚を図る趣旨のもと、近代柔道杯関東中学生柔道大会という名称で大会を開催したのが始まりである。
1991年からは現在の名称となり全国大会となる。
21世紀に入ってからは外国チームも出場するようになった。2004年にはフランスのテディ・リネールも参加した。当時のリネールはまだ中学生でありながら、すでに身長が2m近くあった。
また、2007年からは女子の部も正式に設けられることとなった。オープン(男子)の部に女子も出場可能だが、その場合その選手は女子の部に出場できない。
なお、この大会は団体戦のみで個人戦は設けられていない。女子は5人編成で争われていたが、2014年からは5人編成で組めないチームが多いことを考慮に入れて3人編成となった。
2019年からはオープンの部、女子の部ともに全てのチームが予選リーグの順位によって決勝及び2部、3部トーナメントのそれぞれに進み、各部門で優勝校が決定されることになった。
団体戦における体重区分は以下のようになる。
オープンの部　先鋒・次鋒＝66kg以下、中堅＝81kg以下、副将・大将＝体重無差別　
女子の部　先鋒＝52kg以下、中堅＝63kg以下、大将＝体重無差別

### 歴代優勝校
近代柔道杯全国中学生柔道大会
| 1  | 1988年 | 弦巻                                               | 東京                                               | 実施せず                                           |                                                    |             |             |
| 2  | 1989年 | 弦巻(2)                                            | 東京                                               | 実施せず                                           |                                                    |             |             |
| 3  | 1990年 | 国士舘                                             | 東京                                               | 実施せず                                           |                                                    |             |             |
| 4  | 1991年 | 弦巻(3)                                            | 東京                                               | 実施せず                                           |                                                    |             |             |
| 5  | 1992年 | 弦巻(4)                                            | 東京                                               | 実施せず                                           |                                                    |             |             |
| 6  | 1993年 | 国士舘(2)                                          | 東京                                               | 実施せず                                           |                                                    |             |             |
| 7  | 1994年 | 弦巻(5)                                            | 東京                                               | 実施せず                                           |                                                    |             |             |
| 8  | 1995年 | 国士舘(3)                                          | 東京                                               | 実施せず                                           |                                                    |             |             |
| 9  | 1996年 | 国士舘(4)                                          | 東京                                               | 実施せず                                           |                                                    |             |             |
| 10 | 1997年 | 弦巻(6)                                            | 東京                                               | 実施せず                                           |                                                    |             |             |
| 11 | 1998年 | 国士舘(5)                                          | 東京                                               | 実施せず                                           |                                                    |             |             |
| 12 | 1999年 | 弦巻(7)                                            | 東京                                               | 実施せず                                           |                                                    |             |             |
| 13 | 2000年 | 国士舘(6)                                          | 東京                                               | 実施せず                                           |                                                    |             |             |
| 14 | 2001年 | 国士舘(7)                                          | 東京                                               | 実施せず                                           |                                                    |             |             |
| 15 | 2002年 | 田原                                               | 福岡                                               | 実施せず                                           |                                                    |             |             |
| 16 | 2003年 | 六角橋                                             | 神奈川                                             | 実施せず                                           |                                                    |             |             |
| 17 | 2004年 | 国士舘(8)                                          | 東京                                               | 実施せず                                           |                                                    |             |             |
| 18 | 2005年 | 大成                                               | 愛知                                               | 実施せず                                           |                                                    |             |             |
| 19 | 2006年 | 大成(2)                                            | 愛知                                               | 実施せず                                           |                                                    |             |             |
| 20 | 2007年 | 国士舘(9)                                          | 東京                                               | 藍                                                 | 兵庫                                               |             |             |
| 21 | 2008年 | 大成(3)                                            | 愛知                                               | 大成                                               | 愛知                                               |             |             |
| 22 | 2009年 | 大成(4)                                            | 愛知                                               | 相原                                               | 神奈川                                             |             |             |
| 23 | 2010年 | 国士舘(10)                                         | 東京                                               | 相原(2)                                            | 神奈川                                             |             |             |
| 24 | 2011年 | 東北地方太平洋沖地震の影響で中止。                 | 東北地方太平洋沖地震の影響で中止。                 | 東北地方太平洋沖地震の影響で中止。                 | 東北地方太平洋沖地震の影響で中止。                 |             |             |
| 25 | 2012年 | 姫路灘                                             | 兵庫                                               | 大成(2)                                            | 愛知                                               |             |             |
| 26 | 2013年 | 大成(5)                                            | 愛知                                               | 大成(3)                                            | 愛知                                               |             |             |
| 27 | 2014年 | 大成(6)                                            | 愛知                                               | 大成(4)                                            | 愛知                                               |             |             |
| 28 | 2015年 | 姫路灘(2)                                          | 兵庫                                               | 大成(5)                                            | 愛知                                               |             |             |
| 29 | 2016年 | 国士舘(11)                                         | 東京                                               | 広陵                                               | 奈良                                               |             |             |
| 30 | 2017年 | 大蔵                                               | 福岡                                               | 大成(6)                                            | 愛知                                               |             |             |
| 31 | 2018年 | 大蔵(2)                                            | 福岡                                               | 大成(7)                                            | 愛知                                               |             |             |
| 回 | 年     | オープンの部決勝                                   | オープンの部2部                                    | オープンの部3部                                    | 女子の部決勝                                       | 女子の部2部 | 女子の部3部 |
| 32 | 2019年 | 望海                                               | 京都学園                                           | 静岡学園                                           | 田島A                                              | 田島B       | 上北        |
| 33 | 2020年 | 新型コロナウイルスの影響で中止されることになった。 | 新型コロナウイルスの影響で中止されることになった。 | 新型コロナウイルスの影響で中止されることになった。 | 新型コロナウイルスの影響で中止されることになった。 |             |             |
| 34 | 2021年 | 新型コロナウイルスの影響で中止されることになった。 | 新型コロナウイルスの影響で中止されることになった。 | 新型コロナウイルスの影響で中止されることになった。 | 新型コロナウイルスの影響で中止されることになった。 |             |             |
| 35 | 2022年 | 新型コロナウイルスの影響で中止されることになった。 | 新型コロナウイルスの影響で中止されることになった。 | 新型コロナウイルスの影響で中止されることになった。 | 新型コロナウイルスの影響で中止されることになった。 |             |             |

柔道マガジン杯全国中学生柔道大会
| 回 | 年     | オープンの部一部 | 女子の部一部 |
| -- | ------ | ---------------- | ------------ |
| 1  | 2023年 | 東海大相模       | 五條東       |
| 2  | 2024年 | 国士舘           | 五條東       |
| 3  | 2025年 | 東海大相模       | 五條東       |